# مارک وارد (بازیکن فوتبال، زاده ۱۹۶۲)
مارک وارد (انگلیسی: Mark Ward؛ زادهٔ ۱۰ اکتبر ۱۹۶۲) بازیکن فوتبال اهل بریتانیا است.
از باشگاه‌هایی که در آن بازی کرده‌است می‌توان به باشگاه فوتبال بیرمنگام سیتی، باشگاه فوتبال داندی، باشگاه فوتبال آلترینچام، باشگاه فوتبال وستهام یونایتد، باشگاه فوتبال منچستر سیتی، باشگاه فوتبال اولدهام اتلتیک، باشگاه فوتبال نورتویچ ویکتوریا، باشگاه فوتبال هادرزفیلد تاون، باشگاه فوتبال ویگان اتلتیک، باشگاه فوتبال اورتون، و باشگاه فوتبال اورتون، اشاره کرد.